# Tommestok
Tommestokken (arkaisk lukkealen eller alenstok) er den almindeligste betegnelse for en sammenfoldelige målestok, som mange håndværkere har i tommestoklommen – den smalle og aflange lomme på højre side af buksebenet. I dag er der ikke altid angivet tommer på den – kun centimeter og millimeter. Det rigtige navn for en "tommestok" uden tommeinddeling, men med centimeter og millimeter inddeling er derfor en meterstok.
En tommestok er ikke et helt præcist måleinstrument. Længden varierer på fabriksnye eksemplarer, og med alderen bliver de endnu mere unøjagtige; men til mål af ikke afgørende betydning – hvor tolerancen spænder fra få millimeter til flere centimeter er den god og gavnlig.
Nogle tommestokke er forsynet med tværstreger, så de kan foldes og danne en retvinklet trekant.
Svenske Hultafors® fremstiller en tommestok, Contact meter, der har centimeter på "forsiden". Det betyder, at stokkens andet og følgende led hviler helt udstrakt tæt på underlaget og målangivelserne læses retvendt, hvor der på traditionelle tommestokke gælder det samme forhold, når tommerne vender opad.
Denne contact meter er ikke udbredt – slet ikke blandt håndværkere, men kan måske være til hjælp for hobbyfolk.

## Andre målestokke
Stangmålet er en specielt fremstillet målestok, stokkemål, der enten har den aktuelle længde, eller med forskellige længder afsat, enten med streger eller indhak. Modulstangen er et stangmål. Almindeligvis anvendes dog tilfældige lægte(stumpe)r eller småpinde.
Stokkemålet er et stangmål, der bruges til overføring af bestemte faste mål til flere emner. Til indvendige mål kan der evt. anvendes to stokke (lister) af passende længde, som så lægges med et overlæg. Det kan evt. bruges til måling af diagonaler, hvor man vil sikre sig, at vinklerne er rette. Har man ikke et Talmeter® til sin rådighed eller en tommestok med forskydelig tunge, er stokkemålet en udmærket og præcis løsning.
Talmeter® er et båndmål, også kaldt mærkelære, af svensk fabrikat, på enten to eller tre m, forsynet med tre ridsespidser, den ene i endekrogen ved 0, den anden ved husets forkant og den tredje i enden af en 10 cm lang tunge, der kan foldes ud og forlænge båndet med præcis 10 cm. Måleskalaen er indrettet med afmærkning for udvendige mål (fra 0 til forkant af hus) – sorte tal, og for indvendige (fra 0 – bagende af tunge) – røde tal. Derudover er talmeteret indrettet til beregning af diameter ved hjælp af en simpel omregning af omkredsen.
Talmeter er særdeles velegnet til indvendige mål, da båndet er låst fast i den valgte position, så det er muligt at overføre samme mål til mange forskellige emner.

## Andre måder at måle på
En Træskos længde
Et meget omtrentligt mål, vistnok mest brugt af smede. Så vidt vides var det gartner Kaj Askholm, der engang kom med ordet.
Bødkere har behov for at kontrollere rumfang. Dertil bruges ifølge Dialektforskningsinstituttet ved Københavns Universitet et visér. Ordet er fra et ubekendt sted i Jylland.